# Lesmond Prinsen
Lesmond Prinsen (Heerenveen, 18 juni 1973) is een voormalig Nederlandse profvoetballer. Hij speelde het grootste gedeelte van zijn carrière als verdediger bij BV Veendam.

## Spelerstatistieken
| seizoen | club         | land      | competitie     | wed. | goals |
| ------- | ------------ | --------- | -------------- | ---- | ----- |
| 1994/95 | BV Veendam   | Nederland | Eerste divisie | 27   | 0     |
| 1995/96 | BV Veendam   | Nederland | Eerste divisie | 30   | 6     |
| 1996/97 | BV Veendam   | Nederland | Eerste divisie | 29   | 2     |
| 1997/98 | BV Veendam   | Nederland | Eerste divisie | 0    | 0     |
| 1998/99 | BV Veendam   | Nederland | Eerste divisie | 3    | 0     |
| 1999/00 | BV Veendam   | Nederland | Eerste divisie | 25   | 1     |
| 2000/01 | BV Veendam   | Nederland | Eerste divisie | 24   | 0     |
| 2001/02 | BV Veendam   | Nederland | Eerste divisie | 26   | 0     |
| 2002/03 | BV Veendam   | Nederland | Eerste divisie | 30   | 3     |
| 2003/04 | Emmen        | Nederland | Eerste divisie | 31   | 5     |
| 2004/05 | Emmen        | Nederland | Eerste divisie | 31   | 0     |
| 2005/06 | FC Emmen     | Nederland | Eerste divisie | 32   | 1     |
| 2006/07 | FC Omniworld | Nederland | Eerste divisie | 15   | 0     |